# هانس فيشر (كاتب)
هانس فيشر هو رسام وكاتب سويسري، ولد في 6 يناير 1909 في برن في سويسرا، وتوفي في 19 أبريل 1958 في إنترلاكن في سويسرا.

## وصلات خارجية
- هانس فيشر على موقع ميوزك برينز (الإنجليزية)